# Liu Shaoqi
En aquest nom xinès, el cognom és Liu.
Liu Shaoqi (xinès: 刘少奇)  (Ningxiang City, 24 de novembre de 1898 - Kaifeng, 12 de novembre de 1969), fou un polític xinès i teòric del comunisme.

## Dades biogràfiques
Fill d'una família de propietaris rurals. Va fer estudis d'Ensenyament secundari i se'n va anar a Xangai per preparar-se a estudiar a l'URSS. Participà des de ben jove en el moviment comunista.
Va ser president de la Comissió Permanent del Congrés Nacional del Poble NPC. President de la República Popular de la Xina. Va voler aplicar una política econòmica amb l'objectiu d'aconseguir la reconstrucció econòmica en del país. Als anys 60 començà el seu declivi polític i durant Revolució Cultural fou considerat una amenaça al poder de Mao. El 1968 desapareix de la vida pública. Fou acusat de dretà, capitalista i traïdor. Rehabilitat durant per Deng Xiaoping.
Liu es va casar cinc vegades: He Baozhen (何宝珍); Wang Guangmei (王光美). La tercera, Xie Fei (谢飞) va ser una de les poques dones que van participar en la Llarga Marxa, el 1934. La darrera Wang Guangmei, a la mort de Liu fou empresonada per ordre de Mao. Van tenir dos fills.

## Els primers anys de la seva militància política
El 1920 Liu s'afilia Joventut Socialista i a l'any següent va Moscou a estudiar en el centre de la Comintern i s'afiliarà al renovat Partit Comunista de la Xina, el PCX. Torna a la Xina on destacarà per la seva activitat sindical, activitat que serà la causa d'una breu detenció.
El 1927 formarà part del Comitè Central del partit i el 1929 concentra els seus esforços en l'activitat política a Xangai (on ja havia participat en tasques d'organització), Es traslladarà a Manxúria. I el 1932 es reunirà amb els seus camarades del Soviet de Jiangxi. En aquest mateix any serà secretari del partit a la província de Fujian. El 1934 participarà en la llarga Marxa. Arran de la Conferència de Zunyi serà destinat a les denominades Àrees Blanques que eren les zones controlades pel Kuomingtang, el KMT. Desenvolupa tasques clandestines a les zones de Pequín i Tianjin. El 1936 és nomenat secretari del PCX al nord de la Xina i lidera les activitats antijaponeses. El 1937 estarà a la base comunista de Yenan. I el 1941 és comissari polític del Nou 4t. Exèrcit. En els darrers anys de la Segona Guerra Mundial es va anar perfilant com un dels màxims líders del comunisme xinès. Arran del 7è Congrés, juntament amb Mao Zedong, Zhu De, Zhou Enlai i Ren Bishi, Liu Shaoqi fou elegit membre del Secretariat del partit.

## Proclamació de la República Popular de la Xina
Acabada la guerra civil, tornà a esclatar amb tota la seva cruesa la guerra civil, després de l'expulsió dels japonesos del continent. Els comunistes són els qui aconsegueixen la victòria final sobre el nacionalistes del KMT que han de refugiar-se a l'illa de Taiwan (i algunes petites illes més). Amb la proclamació de la República Popular de la Xina, l'1 d'octubre del 1949, Xina es converteix en un Estat Comunista. Del 1956 fins al 1966, Liu serà sotspresident del PCX.

## President de la República Popular de la Xina
El gran desastre que va significar el Gran Salt Endavant va fer reaccionar a altres líders del PCX, com Liu Shaoqi i Deng Xiaoping que consideraven que Mao no havia de dirigir el país sinó que el seu paper havia de limitar-se a un paper simbòlic i només representatiu. Si bé Liu Shaoqi va ser nomenat, el 1959, President de la República Popular de la Xina, Mao mantenia la presidència del PCX. Amb la seva política reformista Liu volia impulsar l'economia xinesa basant-se en la indústria pesant i la planificació seguint el model soviètic. Mao, decidit a no perdre la seva quota de poder desencadenarà la Revolució Cultural.

## La Revolució Cultural
Mao, apartat del poder, vol recuperar el protagonisme que havia tingut i el 1966 mobilitza les bases del partit i engega la Revolució Cultural Proletària, coneguda a Occident com a Revolució Cultural, destinada a neutralitzar els elements dretans del PCX, denunciar els capitalistes infiltrats en els partit (objectiu per a eliminar intel·lectuals discordants) i promocionar el maoisme considerat el marxisme-leninisme adaptat a la Xina. Liu Shaoqui i Deng Xiaoping foren denunciats com a capitalistes, reaccionaris. En cartells apareixien com a traïdors, realitzar un treball fraccional; havent trencat el govern xinès amb l'URSS, Liu era titllat, davant les masses, d'ésser el Nikita Khrusxov de la Xina, és a dir, un revisionista: mentre es desenvolupava una iconografia on apareixen Marx, Engels, Lenin, Stalin i Mao.
El juliol de 1966 Lin Biao ocupa el seu càrrec com a sotspresident del partit i el 1967 Liu i la seva muller Wang Guangmei (王光美) van sofrir arrest domiciliari a Pequín. Liu acabaria perdent tot els seus càrrecs i, finalment, fou expulsat del partit el 1968, desapareixent de la vida pública. Un cop mort Mao es va saber que Liu havia mort el 1969, mantenint la notícia en secret possiblement per a continuar fent-lo servir com a boc expiatori; segons sembla, la causa va ser per no rebre tractament per la seva diabetis mentre estava aïllat en una cel·la.

## Rehabilitació
Desaparegut Mao, la lluita per al poder entre el seu successor que va designar, Hua Guofeng i Deng Xiaoping acabarà amb el triomf d'aquest darrer que també fou represaliat com ell durant la Revolució Cultural. Deng rehabilitarà pòstumament Liu Shaoqi, i li va retre un funeral d'estat.